# Autel de la patrie

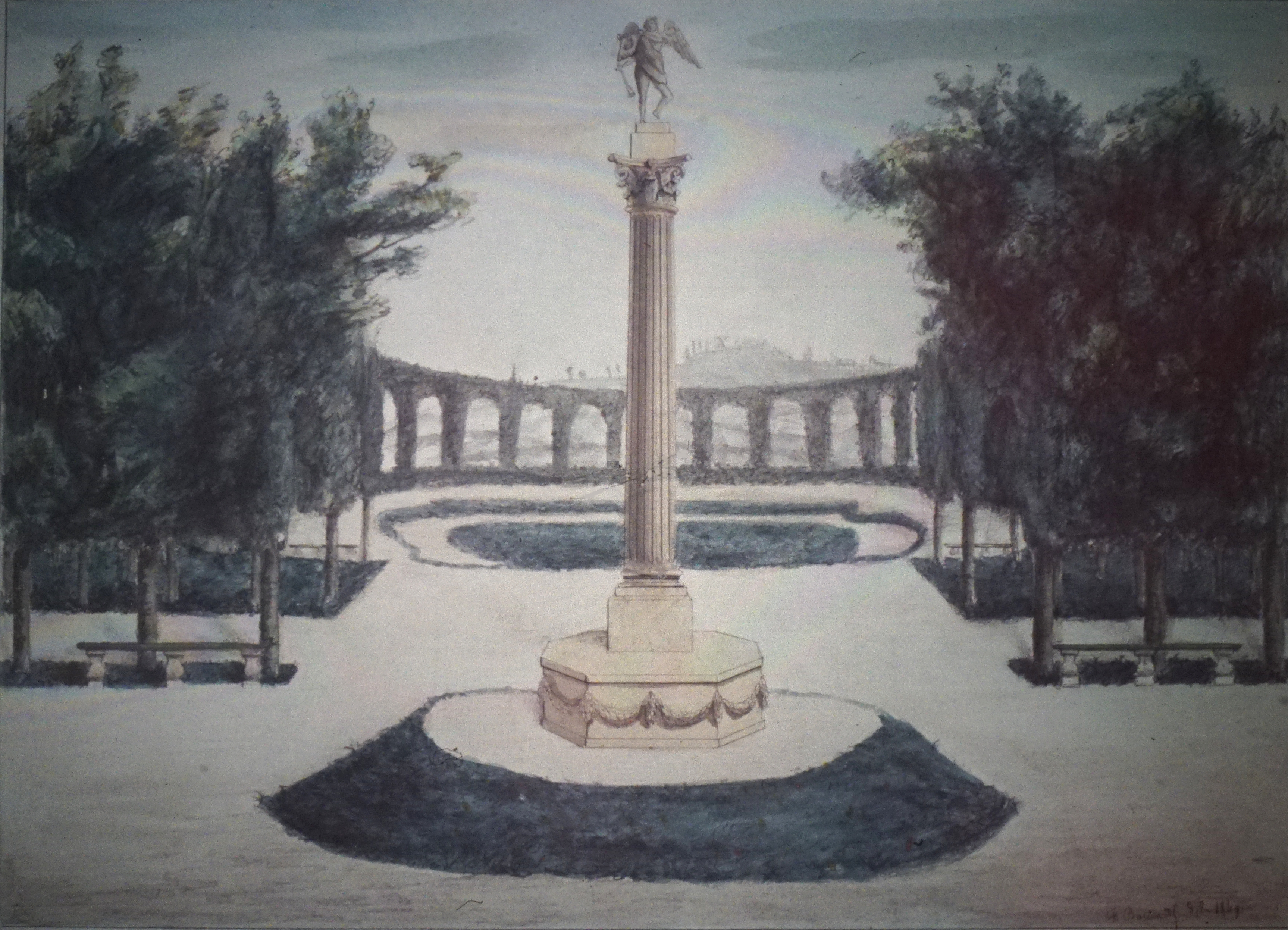
Autel de la liberté de Reims, gravure anonyme, bibliothèque de Reims.

L’autel de la patrie (ou autel de la liberté) est un monument politique et symbole du civisme, représentation physique de la Nation, créé lors de la Révolution française. Ces autels avaient vocation à être un lieu de fêtes et de cérémonies civiques, parfois en lien avec des cultes nouveaux.

## Contexte
Lors de la Révolution française, les parlementaires de l'Assemblée nationale législative décident de la création de nouveaux symboles qui concrétisent la nation française. Ces monuments doivent servir de lieux de rassemblement pour les citoyens, mais aussi à fêter des cultes révolutionnaires nouveaux. Ainsi, la loi du 26 juin 1792 prévoit « qu'il sera élevé dans toutes les communes un autel à la Patrie ». Il doit être gravé sur chaque autel : « Le citoyen naît, vit et meurt pour la Patrie ».

## Construction
Le premier autel fut construit en 1789 par le scientifique et journaliste Antoine-Alexis Cadet de Vaux à Franconville-la-Garenne.
Construits en pierre ou en bois, l'architecture de ces autels pouvait être d'inspiration antique, maçonnique ou religieuse. Parfois également appelés autels de la liberté, ils sont souvent dressés à côté des arbres de la liberté.

## Postérité
Comme les arbres de la liberté, la plupart des autels sont détruits sous le Premier Empire. Il en reste très peu de conservés, un autel en ruine à Fontvieille (Bouches-du-Rhône), un autel en bon état à Thionville (Moselle), et un autel surmonté d'une croix chrétienne à Plassac (Gironde).
Un autel de la patrie en chêne est conservé et exposé au musée des Beaux-Arts d'Angers. Sculpté par Pierre Louis David en 1798, l'autel est en forme de colonne antique tronquée et ornée de guirlandes de fleurs, de feuilles de chêne et de glands maintenues par des rubans noués.
En 2006, un agriculteur découvre à Lézinnes, en bordure de Pacy-sur-Armançon (Yonne), ce qui semble être les restes d'un autel de la patrie,

Autels de la patrie subsistants
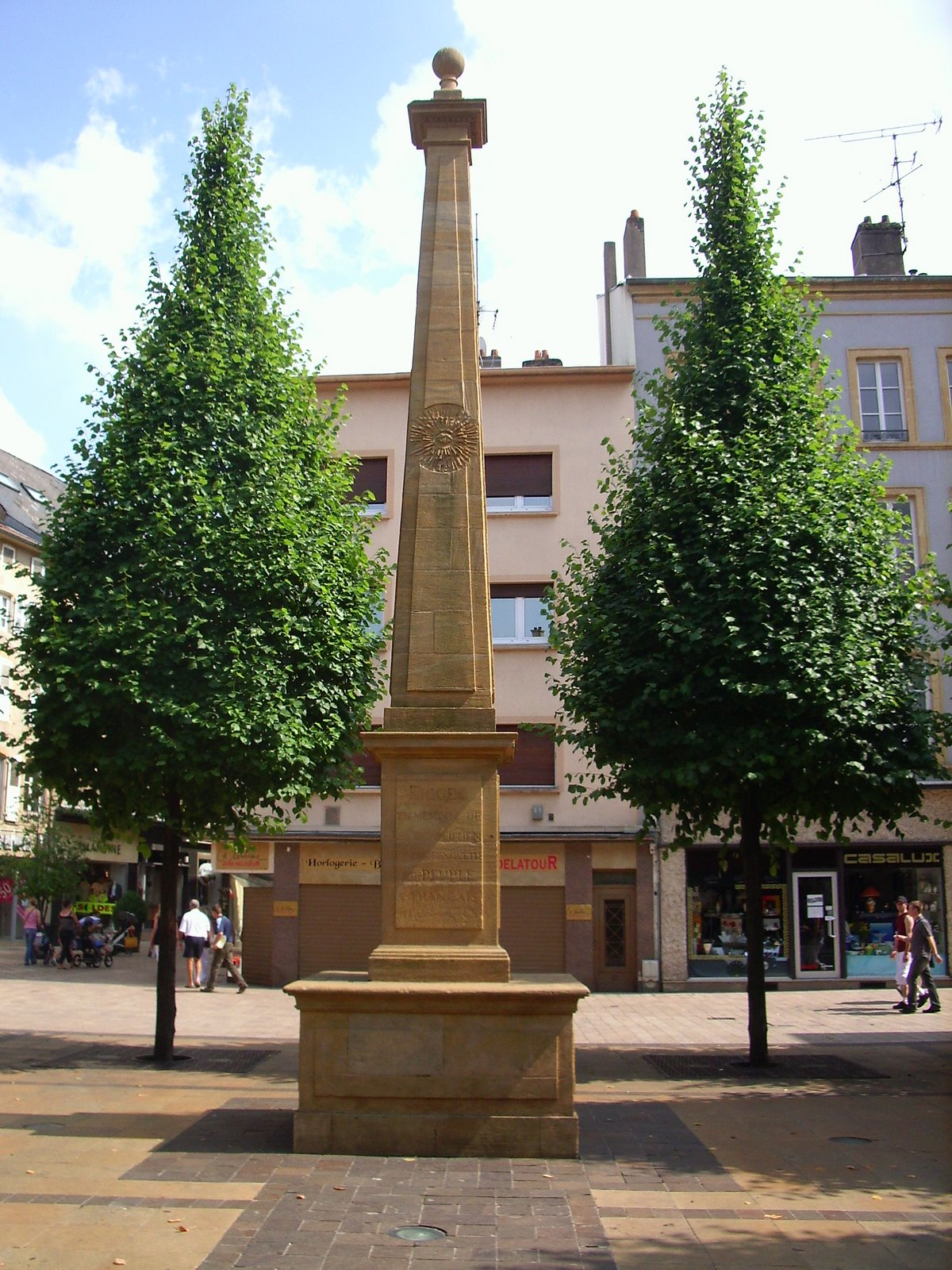
Thionville.
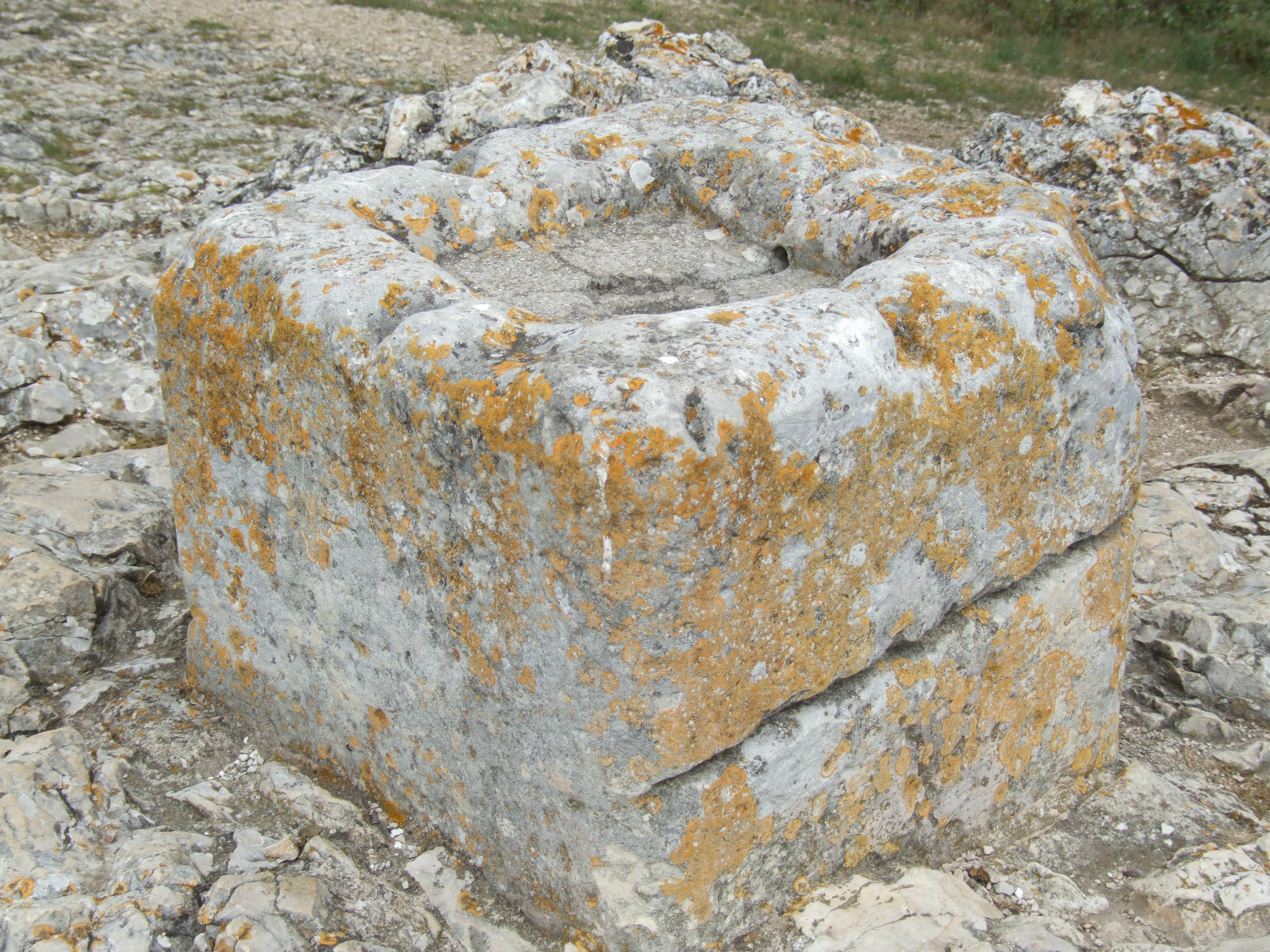
Fontvieille.
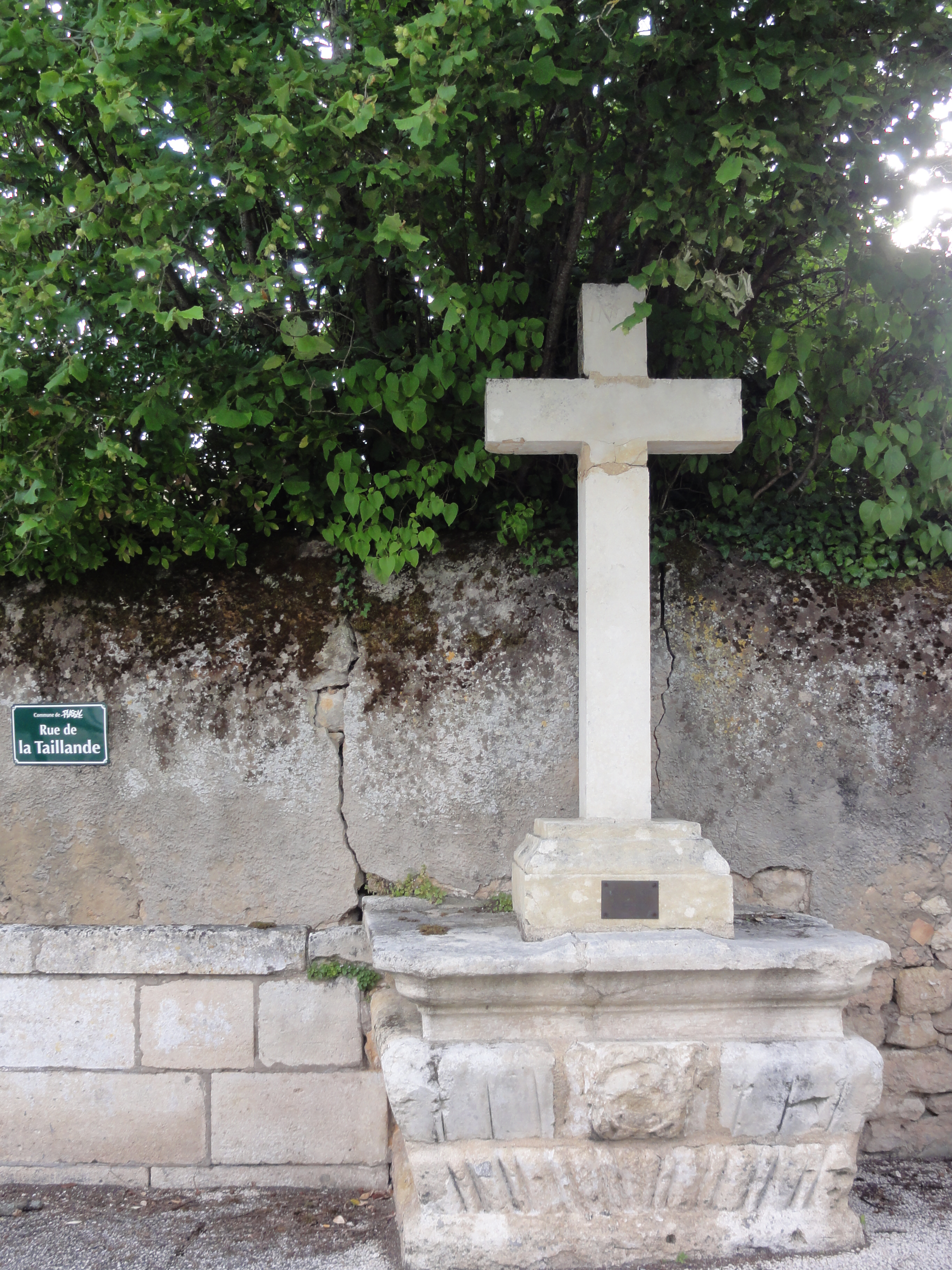
Plassac.
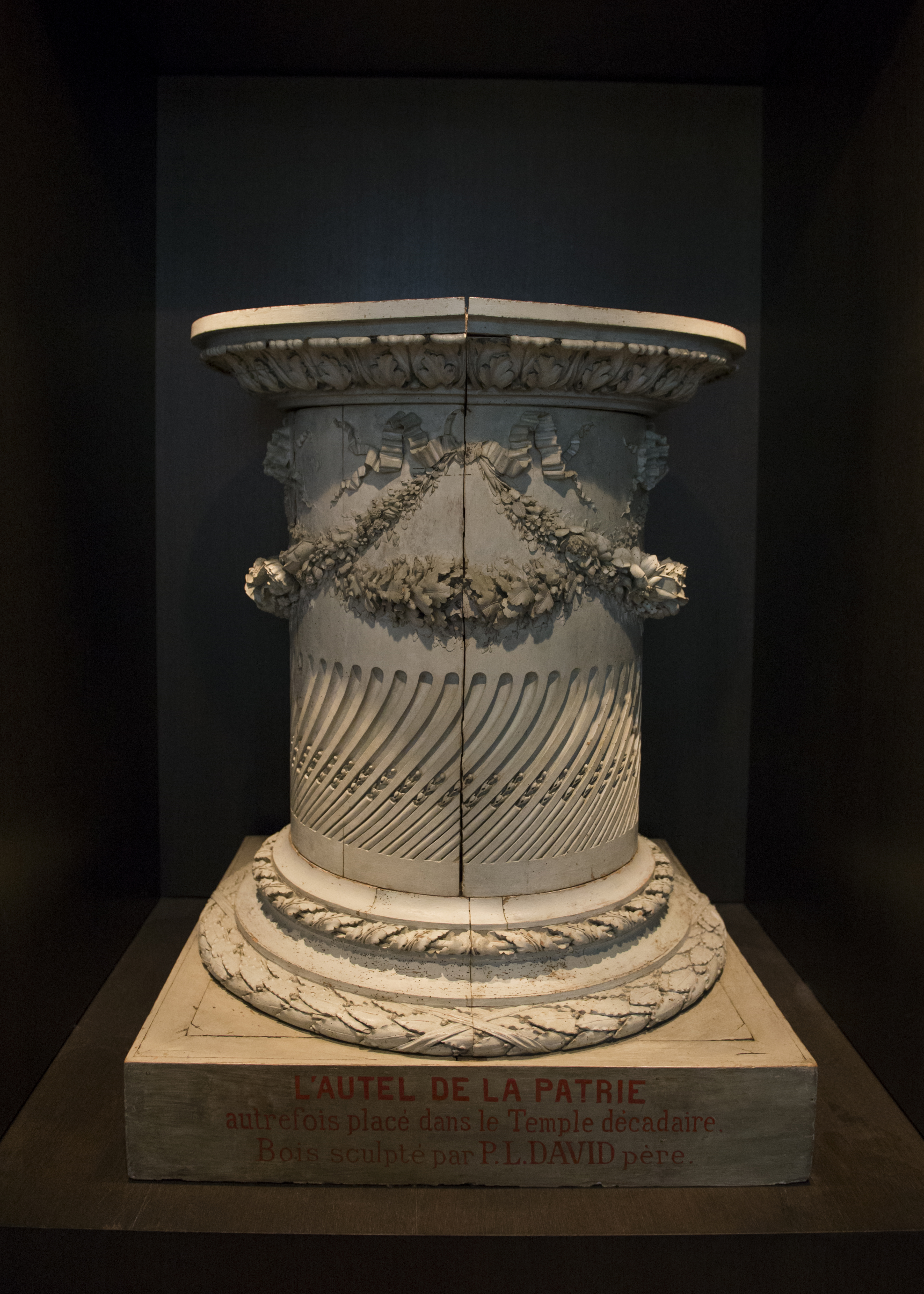
Musée des Beaux-Arts d'Angers.

Représentations d'autels de la patrie
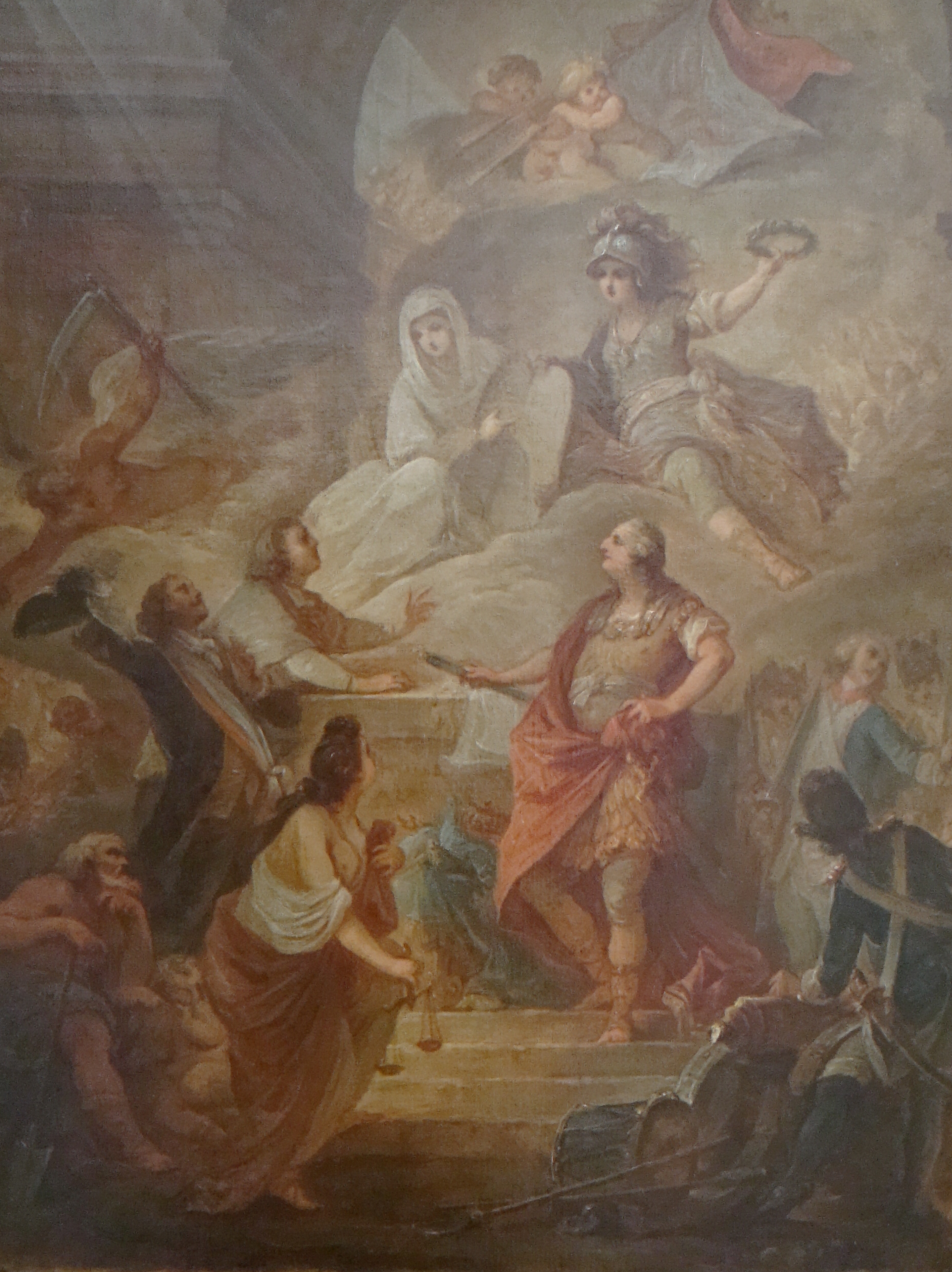
Louis XVI jurant fidélité à la Constitution sur l'autel de la patrie, tableau de Nicolas Guy Brenet.
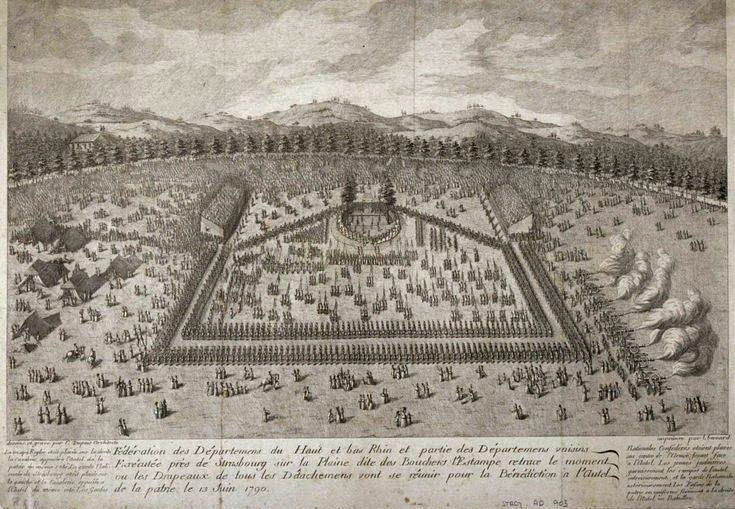
Bénédiction des drapeaux à l'autel de la patrie le 13 juin 1790 sur la plaine des Bouchers près de Strasbourg.
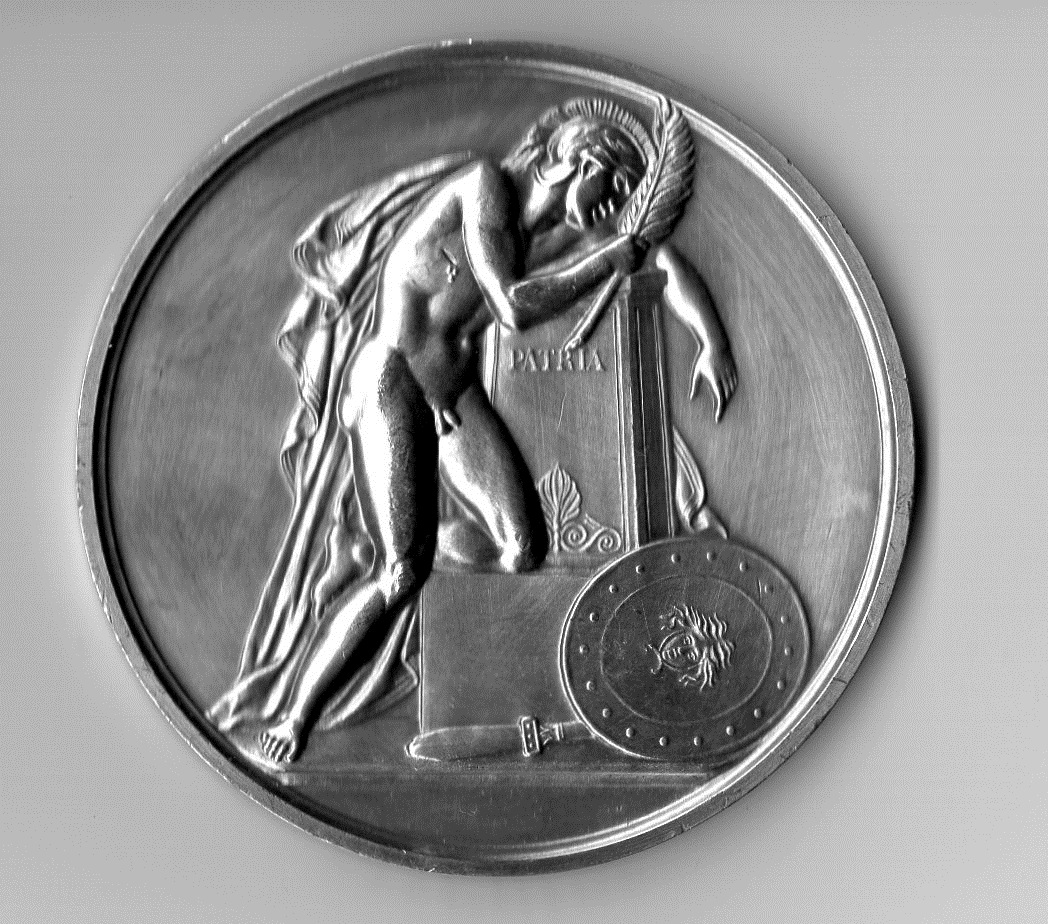
Guerrier mourant sur l'autel de la patrie, médaille d'Alphée Dubois.